# 토마시 가리크 마사리크
토마시 가리크 마사리크(체코어: Tomáš Garrigue Masaryk [ˈtomaːʒ ˈɡarɪk ˈmasarɪk][*], 1850년 3월 7일 호도닌 ~ 1937년 10월 14일 라니)는 체코슬로바키아의 첫 번째 대통령이자 철학자, 교육학자, 언론인이었다. 프라하 대학 교수를 지냈으며, 국민당 당수가 되어 독립 운동 지도에 앞장서서 '해방자 대통령(prezident osvoboditel)', '철인왕(filosof na trůně)'으로 불린다. 그는 보헤미아의 종교개혁가 얀 후스의 종교개혁에서 자유와 민주주의를 발견하였고 이를 건국이념으로 삼아 체코슬로바키아를 건국하였다. 체코에서 마사리크는 체코 민족과 국가의 방향성을 제시한 인물로 인식되고 있으며, 400여 년간 이어진 외세의 지배를 끝내고 국가를 세운 인물이자 미래를 제시하고 체코식 민주주의의 원형을 제시한 국부로 여겨지고 있다.

## 삶
마사리크는 모라비아-슬로바키아계의 가난한 집안에 태어났다. 체이코비체(Čejkovice)에서 초등학교, 후스토페체(Hustopeče)에서 실업계 중등학교를 마친 후 호도닌(Hodonín)에 있는 학교에서 잠시 실습을 한 뒤 빈에서 열쇠공 일을 배웠다. 배우던 일을 모두 그만두고 후스토페체의 실업학교에 보조교사로 취직해 일하면서 김나지움에서 공부하기 위한 준비를 시작한다. 그다지 부유하지 않았던 부모는 마사리크가 공부하는 것을 뒷받침해 줄 힘이 없었다. 마사리크는 15살부터 부잣집 아이들의 가정교사를 하며 혼자 힘으로 살아야 했다. 빈에서 김나지움을 마친 후 대학에서 철학을 공부하기 시작한다.
대학에 다니면서 프란츠 브렌타노(Franz Brentano)와 루돌프 슐레싱거(Rudolf Schlessinger)를 알게 된다. 루돌프 슐레싱거의 집에서 가정교사를 했다. 슐레싱거의 아들과 함께 방학 동안 여행을 하면서 뉴욕에서 온 사업가의 딸 샬럿 개리그(Charlotte Garrigue, 샤를로타 가리크)를 만난다. 1877년 8월 10일 약혼을 한다. 철학 박사 학위를 받으면서 1878년 3월 15일 결혼하게 된다. 학업 기간 내내 마사리크는 활동적으로 논문들을 써냈다. 1879년과 1880년에 알리체 마사리코바와 헤르베르트 마사리크가 태어난다. 1882년에 마사리크는 프라하의 체코대학교 철학교수로 부임했다.
카를 페르디난트 대학교가 체코 대학교와 독일 대학교로 분리된 뒤 마사리크는 프라하로 돌아와 강의를 하게 된다. 마사리크는 학생과 강의 주제에 대해 취한 논쟁의 여지가 있는 태도와 로마 가톨릭교회에 대한 관점 때문에 많은 적들을 만든다. 마사리크는 프로테스탄트의 입장에서 로마 가톨릭교회의 몇몇 특징들을 비판했다. 근대 사회를 위해 종교가 필요하다고 보았지만 가톨릭계에 근본적인 개혁을 요구했다. 마사리크는 존경받는 철학자로 프라하에 돌아왔고 학생들 사이에서 많은 동지들을 얻었으며 나중에는 잡지 아테나이움(Athenaeum) 주변 사람들의 서클에서 동지들을 만들었다. 1896년 프라하의 마사리크 교수의 제자들이 중심이 되어 프라하에서 결성한 체코슬로바키아 연맹(Československa jednota)은 슬로바키아의 민족 운동을 진일보시켜 체코와 슬로바키아의 연대운동으로 이끌어 가면서 향후 두 민족 간의 통합을 향한 초석을 놓았다. 1898년 슬로바키아의 스칼리차에서 창간호를 발간한 〈목소리〉란 뜻의 〈흘라스(hlas)〉를 중심으로한 자유주의적 사상의 젊은 인텔리겐치아들은 체코슬로바키아 연맹과 긴밀한 협조를 지향하여 체코와 슬로바키아의 민족적 통합 운동에 동조하였다. 이들 그룹의 대부분의 지도자들은 마사리크의 현실주의 정치로부터 사상적인 영향을 많이 받았다.

## 사상
마사리크는 체코 민족은 이미 15세기 얀 후스의 종교개혁과 얀 아모스 코멘스키(Jan Amos Komenský)의 보헤미아 형제단을 통해 민주주의와 휴머니티를 실천했던 역사를 지니고 있는데, 왜 지금에 와서 민주주의와 휴머니티가 사라지고, 인간성의 상실, 권력에 대한 무의식적인 순응, 미래에 대한 절망으로 요약되는 민족의 침체상태를 겪고 있는지를 탐구했다. 그는 이러한 상황에 이르게 한 요인은 무엇보다도 합스부르크 제국(정확히는 1867년 이후 오스트리아-헝가리 제국)의 군주제와 귀족정치 그리고 이를 떠받들고 있는 종교인 로마 가톨릭교회라고 파악했다. 마사리크는 신화화되고 정치화된 로마 가톨릭교회가 예수의 가르침을 버리고, 신과 인간 사이의 간극을 메울 수 없게 함으로써 신과 신의 왕국을 신화의 수준으로 전락시켰다고 비판하면서, 이 때문에 체코인들이 비참한 운명을 맞이하게 되었다고 진단했다. 그는 정치화된 로마 가톨릭교회에 상당히 비판적이었는데, 이를 신정주의라고 여기고 신정주의에서의 종교는 이미 본래의 의미를 잃어버린 채 국가와 정권을 떠받드는 관변 단체로 전락했고, 신과 인간 사이를 분리시킴으로써 허무주의, 비탄, 우울, 자살, 범죄 등 근대의 질병을 낳았다고 판단했다. 마사리크는 로마 가톨릭교회의 신화적 세계관과 대비되는 두 개의 철학적 개념인 진리와 휴머니티를 내세웠는데, 마사리크가 제시한 진리는 무력, 폭력, 권력과 대치되는 개념으로 진리는 세속적인 힘, 정치화되고 신화화된 종교의 부패한 권력이 아니라 기독교 본래의 영적이고 불멸의 힘을 의미한다. 마사리크는 또한 휴머니티를 주장했는데 정치의 윤리적 기반인 휴머니티에 기초하지 않는 그 어떤 정치제도도 생존과 발전을 할 수 없고 스스로를 망치게 될 뿐이라고 판단했다. 마사리크는 이러한 철학적 개념을 바탕으로 진리를 정치의 실행 원칙으로 그리고 휴머니티를 정치의 윤리적 기반으로 상정했다.
그는 또 노동 문제 해결, 착취 제거, 노동자들에게 완벽한 인간적 존엄성 부여 등을 주장함으로써 일견 사회주의자로 보이기도 한다. 그러나 마사리크가 생각한 사회주의는 마르크스의 사회주의와는 다르다. 오히려 마사리크는 마르크스주의에 상당히 비판적이었으며 그는 마르크스를 19세기 과학이라는 재단에 매몰된 맹목적인 물신 숭배자로 평가하며, 마르크스주의가 경제법칙과 필연적인 계급투쟁을 맹신하는 숙명주의에 빠졌으며, 사회발전에서 개인의 도덕적 동기를 배제시켰다고 비판했다. 마사리크가 염두에 두고 있었던 사회주의는 완벽한 인간을 구현하는 휴머니티 사상의 일부분으로서의 사회주의였다.

## 철인 왕
마사리크는 정치 이념에서 철학을 강조하여 '철인왕'이라고도 불린다. 마사리크는 민주주의와 민주시민의 양성을 위해 교육과 과학을 중시하였는데 과학 자체가 인간을 만족시킬 수 없기 때문에 과학적 결과에 기반해 일관된 세계관을 구축하는 역할은 철학이 맡아야 한다고 강조했다. 그는 철학이 인간을 지적, 도덕적 무정부 상태에서 구원해주는 도구라고 판단하였다. 그는 철학을 세상을 보는 눈이자, 세계를 바꾸는 도구로 여겼는데, 이러한 측면에서 철학적 사고력을 갖춘 정치 엘리트가 중요하다고 생각했다. 마사리크는 체코인들의 노예 상태에서의 복종과 예속, 정치적 무관심을 당연시했던 사람들을 민주사회의 ‘시민’으로 바꾸기 위해서는 스스로의 노력도 필요하지만, 무엇보다도 그들에게 방향을 알려주고 목표를 설정해 줄 수 있는 지도자가 필요하다고 강조했는데 이때의 지도자가 바로 마사리크 자신이었다.

## 평가
영국의 극작가 겸 소설가 이자 비평가인 버나드 쇼(B. Shaw)는“만약 유럽합중국이 생긴다면 누가 유럽의 대통령이 되어야 하는가?” 라는 질문에 단연코 마사리크가 되어야 한다고 대답했다. 마사리크는 당시에는 불가능하게 보였던 체코의 독립을 이루어낸 민족의 영웅이자 체코슬로바키아 제1공화국 시기(1918~1935) 대통령으로 양차 대전 사이의 시기 체코슬로바키아를 중앙유럽에서 유일한 민주주의 국가로 만들고 ‘민주주의의 섬’이라고 불리게 했던 인물이다.
체코에 공산주의 정권이 들어선 이후 공산주의자들은 마사리크를 부르주아 정치인의 전형적 인물이자 서방 제국주의의 하수인으로 여기기도 하였으나 1968년 ‘프라하의 봄’ 이후에는 공산정권에서도 더 이상 마사리크의 위상과 국가와 민족에 끼친 영향을 부정할 수 없었고, 이에 그를 사회주의자로 언급하면서, 마사리크를 사회주의자로 평가하며 공산정권과 연결시키려고 했다.

## 기타

### 이승만과의 인연
1919년, 마사리크가 워싱턴에서 활동할 때, 그 당시 구미위원부로 활동하던 이승만과 자주 회합하고 만나서 의견을 교환했으며, 이때 그는 이승만에게 지대한 영향을 끼치게 된다. 이승만은 그의 투쟁 방식을 벤치마킹하여 외교를 통한 독립과 그 구체적인 실행 방안에 대한 전략의 얼개 및 골격을 세울 수 있게 되었다.

## 저작
1. Česká otázka. Snahy a tužby národního obrození. (체코에 대한 논의) Praha 1895; 2. ed.: Praha 1908
2. Naše nynější krise (우리가 당면한 위기). Praha 1895
3. Jan Hus. Naše obrození a naše reformace. (얀 후스)Praha 1896; 2. ed.: Praha 1908

## 연대기

### 학업
- 1872년 고등학교 졸업, 빈 대학 철학부 입학 - 전공: 언어학
- 1876년 빈 대학에서 박사학위 취득

### 교육활동
- 1876년-1877년 라이프치히 대학에 1년간 체류
- 1879년 대학 전임강사(docent) 자격 획득, 빈 대학 개인 강사
- 1882년 프라하 체코 대학(Česká univerzita) 철학 외래 교수(mimořádný profesor)
- 1897년 카렐 대학교(프라하 찰스 대학) 교수

### 간략한 개인사
- 1850년 – 호도닌(Hodonín)에서 출생
- 1869년 – 체코 모라비아 지역의 브르노를 떠나 빈으로 이주
- 1877년 – 라이프치히에서 샬럿 개리그(Charlotta Garrigue)와 만남, 그녀와 약혼
- 1878년 – 뉴욕에서 결혼식을 올림
- 1879년 – 맏딸 알리체(Alice) 출생
- 1880년 – 맏아들 헤르베트르(Herbert) 출생
- 1882년 – 가족과 함께 프라하로 이주
- 1886년 – 차남 얀(Jan) 출생
- 1890년 – 딸 엘레아노르(Eleanor)의 출생과 사망
- 1891년 – 차녀 올가(Olga) 출생
- 189.. – 딸 하나(Hana)가 출생하고 얼마 되지 않아 사망
- 1914년 – 차녀 올가(Olga)와 함께 망명 생활(부인과 나머지 세 자녀는 체코 지역에 남음)
- 1915년 – 맏아들 헤르베르트(Herbert)의 사망
- 1918년 – 프라하로 망명 생활에서 돌아옴
- 1923년 – 부인 샬럿과와 사별
- 1937년 – 라니(Lány)에서 사망

### 정치활동

#### 빈에서의 활동
- 1875년 – 빈 소재 체코 학술연합 의장 역임
- 1877년 – 당시 일어났던 위필 사건 조사에 참여

#### 프라하와 빈에서의 활동
- 새로운 정치적 방향 리얼리즘
- 1891년–1893년 poslanec říšské rady s mandátem za mladočechy
- 1899년 Polanská aféra – Hilsneriáda - po odsouzení L. Hilsnera za údajnou židovskou rituální vraždu české dívky prosadil revizi procesu
- 1900년 체코민중당 (Česká strana lidová) 창설. (1905년부터는 체코진보당 (Česká strana pokroková))
- 1907년-1914년 poslanec říšské rady s mandátem za mladočechy
- 1916년 영국에서 체코슬로바키아의 미래에 대해 협상
- 1917년 오스트리아에서 협상
- 1918년 미국에서 협상
- 1918년, 1920년, 1927년, 1934년 체코슬로바키아 공화국의 대통령
- 1935년 12월 14일 병으로 사임

## 출판물
정치
- 1895년 Česká otázka (체코에 대한 논의)
- 1895년 Naše nynější krise (우리의 당면한 위기)
- 1895년 Jan Hus (얀 후스)
- 1896년 Karel Havlíček (카렐 하블리체크)
- 1896년 Moderní člověk a náboženství (근대적 인간과 종교)
- 1896년 Otázka sociální (사회에 대한 논의)
- 1918년 Nová Evropa (새로운 유럽)
- kniha pamětí Světová revoluce

학술
- 1883년 학술지 Athenaeum의 편집장
- 1881년 자살 문제를 다룬 교수논문(habilitace)

## 역대 선거 결과
| 선거명      | 직책명                  | 대수 | 정당   | 득표율   | 득표수 | 결과 | 당락 |
| ----------- | ----------------------- | ---- | ------ | -------- | ------ | ---- | ---- |
| 1918년 선거 | 체코슬로바키아의 대통령 | 1대  | 진보당 | 단독후보 | 무투표 | 1위  |      |
| 1920년 선거 | 체코슬로바키아의 대통령 | 1대  | 무소속 | 67.1%    | 284표  | 1위  |      |
| 1927년 선거 | 체코슬로바키아의 대통령 | 1대  | 무소속 | 63.43%   | 274표  | 1위  |      |
| 1934년 선거 | 체코슬로바키아의 대통령 | 1대  | 무소속 | 78.23%   | 327표  | 1위  |      |

## 같이 보기
- 브렌타노 학파
- 카렐 차페크